# Kathia Gretta Iradukunda
Kathia Gretta Iradukunda, née le 19 juin 1996 à Gitega (Burundi), est une éco-entrepreneure burundaise engagée dans la protection de l’environnement et la promotion des droits des enfants. Elle est fondatrice de l’entreprise sociale Hyacinth Art House, qui valorise la jacinthe d'eau, plante invasive du lac Tanganyika, en objets artisanaux durables.

## Biographie
Kathia Iradukunda naît à Gitega, capitale politique du Burundi, dans une fratrie de cinq enfants. Elle effectue ses études secondaires à l’École internationale de Gitega, avant de poursuivre des études en santé publique à l’Université Lumière de Bujumbura.
Dès l’enfance, elle participe au programme des enfants journalistes de l'UNICEF-Burundi, expérience qui aiguise sa conscience des enjeux sociaux et environnementaux. Elle se passionne également pour les arts, notamment la danse traditionnelle et le chant.

## Parcours entrepreneurial
Au cours de ses études universitaires, Kathia Iradukunda développe un intérêt pour la jacinthe d'eau (Eichhornia crassipes), une plante aquatique envahissante menaçant la biodiversité du lac Tanganyika. En 2021, elle fonde Hyacinth Art House, entreprise sociale qui transforme cette plante en objets artisanaux comme des paniers, sacs, sets de table ou lampes.
Le projet poursuit un double objectif : contribuer à la préservation de l’écosystème lacustre, tout en créant des opportunités économiques pour les femmes et les jeunes issus des communautés défavorisées, souvent organisées en associations ou coopératives. Les matériaux sont récoltés localement, séchés, puis tressés selon un savoir-faire burundais mêlé à un design contemporain.

## Engagements
En parallèle à son activité entrepreneuriale, elle mène des actions de sensibilisation sur l’environnement et l’autonomisation des jeunes, par le biais de formations locales, de participations à des forums africains sur l’innovation sociale et de programmes de mentorat.

## Distinctions
- 2022 : Lauréate du Prix du public au Prix Awa, organisé par l’agence belge de développement « Les lauréates du Prix Awa 2022 », sur Enabel (consulté le 6 avril 2025).
- 2022 : Lauréate de la Semaine de l’innovation du PNUD (en) « Innovation Week 2022 - Winners », sur undp.org (consulté le 6 avril 2025).
- 2024 : Figure dans la liste Forbes Afrique 30 Under 30 « 30 Under 30 Africa 2024 », sur Forbes Afrique (consulté le 6 avril 2025).
- 2024 : Figure parmi les 50 finalistes du programme African Women in Development de Donors for Africa Foundation, sélectionnée parmi plus de 1 700 candidatures provenant de 34 pays africains (en) « Announcing the 50 Finalists for the African Women in Development (AWID) Feature by Donors for Africa Foundation », sur Donors for Africa, 6 mars 2024 (consulté le 8 avril 2025).